# Ginástica rítmica nos Jogos Pan-Americanos de 2023 - Maças
A prova das maças da ginástica rítmica nos Jogos Pan-Americanos de 2023 foi disputado em 2 e 4 de novembro de 2023 no Centro de Esportes Coletivos, localizado no cluster do Estádio Nacional. Um total de 18 ginastas de 11 Comitês Olímpicos Nacionais (CON) participaram da competição.

## Calendário
Horário local (UTC−3).
| Data          | Hora  | Fase         |
| ------------- | ----- | ------------ |
| 2 de novembro | 16:00 | Qualificação |
| 4 de novembro | 11:30 | Final        |

## Medalhistas
| Ouro   | BRA Maria Eduarda Alexandre |
| Prata  | BRA Bárbara Domingos        |
| Bronze | USA Evita Griskenas         |

## Resultados

### Qualificação
As oito melhores ginastas na qualificatória se classificam para a final. Apenas duas ginastas por CON poderiam se classificar.
| Pos. | Ginasta                     | Nota E | Nota A | Nota D | Pen. | Total  | Notas |
| ---- | --------------------------- | ------ | ------ | ------ | ---- | ------ | ----- |
| 1    | BRA Maria Eduarda Alexandre | 7.850  | 8.000  | 16.5   |      | 32.350 | Q     |
| 2    | BRA Bárbara Domingos        | 8.050  | 8.100  | 16.1   | 0.05 | 32.200 | Q     |
| 3    | MEX Marina Malpica          | 7.950  | 7.850  | 15.7   |      | 31.500 | Q     |
| 4    | USA Evita Griskenas         | 7.850  | 8.050  | 15.5   |      | 31.400 | Q     |
| 5    | USA Lili Mizuno             | 7.800  | 7.550  | 15.7   |      | 31.050 | Q     |
| 6    | BRA Geovanna Santos         | 7.300  | 7.800  | 14.8   |      | 29.900 |       |
| 7    | ARG Celeste D'Arcángelo     | 7.000  | 7.300  | 13.7   |      | 28.000 | Q     |
| 8    | CAN Carmel Kallemaa         | 7.250  | 7.250  | 13.2   |      | 27.700 | Q     |
| 9    | COL Lina Dussan             | 7.350  | 7.400  | 12.3   |      | 27.050 | Q     |
| 10   | CAN Tatiana Cocsanova       | 7.400  | 7.450  | 12.2   | 0.05 | 27.000 | R1    |
| 11   | MEX Ledia Juárez            | 7.650  | 6.600  | 12.5   |      | 26.750 | R2    |
| 12   | CHI Javiera Rubilar         | 6.600  | 6.550  | 12.1   |      | 25.250 | R3    |
| 13   | COL Oriana Viñas            | 6.750  | 7.050  | 10.7   | 0.05 | 24.450 |       |
| 14   | CRC Gloriana Sánchez        | 6.850  | 6.800  | 10.4   |      | 24.050 |       |
| 15   | VEN Sophia Fernández        | 6.650  | 6.650  | 10.1   |      | 23.400 |       |
| 16   | PER Sofía Lay               | 6.500  | 6.550  | 10.1   |      | 23.150 |       |
| 17   | ARG Martina Gil             | 6.400  | 6.700  | 9.9    |      | 23.000 |       |
| 18   | CUB Gretel Mendoza          | 6.050  | 6.450  | 10.6   | 0.30 | 22.800 |       |

### Final
As ginastas realizaram uma única rotina, com as melhores pontuações definindo as medalhistas.
| Pos.              | Ginasta                     | Nota E | Nota A | Nota D | Pen. | Total  |
| ----------------- | --------------------------- | ------ | ------ | ------ | ---- | ------ |
| Medalha de ouro   | BRA Maria Eduarda Alexandre | 8.000  | 8.100  | 16.9   |      | 33.000 |
| Medalha de prata  | BRA Bárbara Domingos        | 8.000  | 8.050  | 15.0   | 0.05 | 31.000 |
| Medalha de bronze | USA Evita Griskenas         | 8.150  | 7.750  | 14.6   |      | 30.500 |
| 4                 | ARG Celeste D'Arcángelo     | 7.500  | 7.450  | 14.2   |      | 29.150 |
| 5                 | MEX Marina Malpica          | 7.550  | 7.300  | 13.9   |      | 28.750 |
| 6                 | CAN Carmel Kallemaa         | 7.450  | 7.350  | 13.9   |      | 28.700 |
| 7                 | COL Lina Dussan             | 7.650  | 7.300  | 12.4   |      | 27.350 |
| 8                 | USA Lili Mizuno             | 6.950  | 6.700  | 13.7   |      | 27.350 |